# Obernhof
Obernhof este o comună din landul Renania-Palatinat, Germania.

## Mănăstirea
Mănăstirea Arnstein⁠(de)[traduceți], fostă mănăstire premonstratensă din secolul al XII-lea, secularizată în anul 1803, este folosită din 2019 de o obște monahală greco-ortodoxă.